# Caridina parvidentata
Caridina parvidentata е вид десетоного от семейство Atyidae. Видът не е застрашен от изчезване.

## Разпространение и местообитание
Разпространен е в Индонезия (Сулавеси).
Обитава сладководни басейни, реки и потоци.